# Hypoctonus formosus
Espèce
Synonymes
- Thelyphonus formosus Butler, 1872

Hypoctonus formosus est une espèce d'uropyges de la famille des Thelyphonidae.

## Distribution
Cette espèce est endémique de Birmanie.

## Liste des sous-espèces
Selon Whip scorpions of the World (version 1.0) :
- Hypoctonus formosus formosus (Butler, 1872)
- Hypoctonus formosus insularis (Oates, 1889)

## Publications originales
- Butler, 1872 : A monograph of the genus Thelyphonus. Annals and Magazine of Natural History, sér. 4, vol. 10, p. 200–206 (texte intégral).
- Oates, 1889 : On the species of Thelyphonus inhabiting continental India, Burma, and the Malay Peninsula. Journal of the Asiatic Society of Bengal, vol. 58, p. 4-19 (texte intégral).